# برتولی
برتولی (انگلیسی: Bertolí؛ ۲۱ ژوئیه ۱۹۱۱ – ۱۳ اوت ۱۹۴۸) بازیکن فوتبال اهل اسپانیا بود.
از باشگاه‌هایی که در آن بازی کرده‌است می‌توان به باشگاه فوتبال والنسیا اشاره کرد.
وی همچنین در تیم ملی فوتبال اسپانیا بازی کرده‌است.